# Cleptometopus armatus
Cleptometopus armatus là một loài bọ cánh cứng trong họ Cerambycidae.